# 데이터 계수기
데이터 계수기(영어: data counter)는 데이터를 액세스할 때 기억 장소의 번지를 유지하거나 식별하기 위해 사용되는 계수기이며 프로그램 계수기는 컴퓨터 내부의 특정 레지스터를 사용하는 반면, 데이터 계수기는 메모리상의 불특정한 곳에 정의하여 사용된다. 비슷하다고도 할 수 있지만 근본적으로 성질과 쓰임새가 다르다.